# Belagerung von Trapezunt (1205–1206)
Die Belagerung von Trapezunt fand zwischen 1205 und 1206 statt. Die Seldschuken belagerten die Hauptstadt der Region Pontos, Trapezunt; die Belagerung endete mit dem Sieg der Trapezunter.

## Vorgeschichte
Die Belagerung Trapezunts entsprang dem Versuch des seldschukischen Sultans Kai Chosrau I. (1192–1196; 1205–1211), die Hauptstadt des Kaiserreichs von Trapezunt zu erobern, um den gerade entstandenen Staat (1204) zu vernichten. Vor diesem Konflikt hatte der Seldschukensultan, der gerade auf den Thron zurückgekehrt war, nachdem er seinen Neffen Kılıç Arslan III. (1204–1205) abgesetzt hatte, den rivalisierenden Danischmenden die Städte des östlichen Kleinasiens entrissen. Dieser Schachzug sicherte ihm freie Hand bei der Belagerung Trapezunts, das von Kaiser Alexios I. Komnenos (1204–1222) verteidigt wurde.

## Belagerung
Die Belagerung verlief nicht wie erhofft und es gelang den Seldschuken nicht, die Stadt einzunehmen. Nachdem der Sultan von der langen, fruchtlosen Belagerung zermürbt war, gelangte ein Angebot des Lateinischen Kaiserreichs zu ihm, das ihm ein gemeinsames Bündnis gegen das Kaiserreich Nikaia anbot. Kai Chosrau I. gab nun die Belagerung auf, um stattdessen die Nikäer anzugreifen. Das Kaiserreich Trapezunt war gerettet.

## Folgen
Schon wenig später eroberten die Seldschuken die Stadt Attaleia von den Nikäern. So begann für den Sultan ein langer Feldzug gegen die Nikäer, bis er 1211 im Kampf mit denselben fallen  sollte.